# Mammillaria
Mammillaria és un gènere de plantes cactàcies, també són conegudes popularment com a «mamelles de monja», està inclòs en la subtribu de les corifantines, el qual pertany a la tribu de les Cereeae, (seguint la classificació de Britton i Rose).
És un dels gèneres més grans dins la família de les cactàcies, amb 171 espècies i varietats reconegudes. La majoria de les espècies són natives de Mèxic, però algunes ho són del sud-oest dels Estats Units, el Carib, Colòmbia, Veneçuela, Guatemala i Hondures.
Es caracteritzen per les arèoles espinoses, situades en protuberàncies més o menys marcades, anomenades mamil·les i distribuïdes de forma helicoidal.
Sovint creixen voltades de fillols, creant peculiars formacions.
En aquest gènere és fàcil trobar-se amb el fenomen de la fasciació.

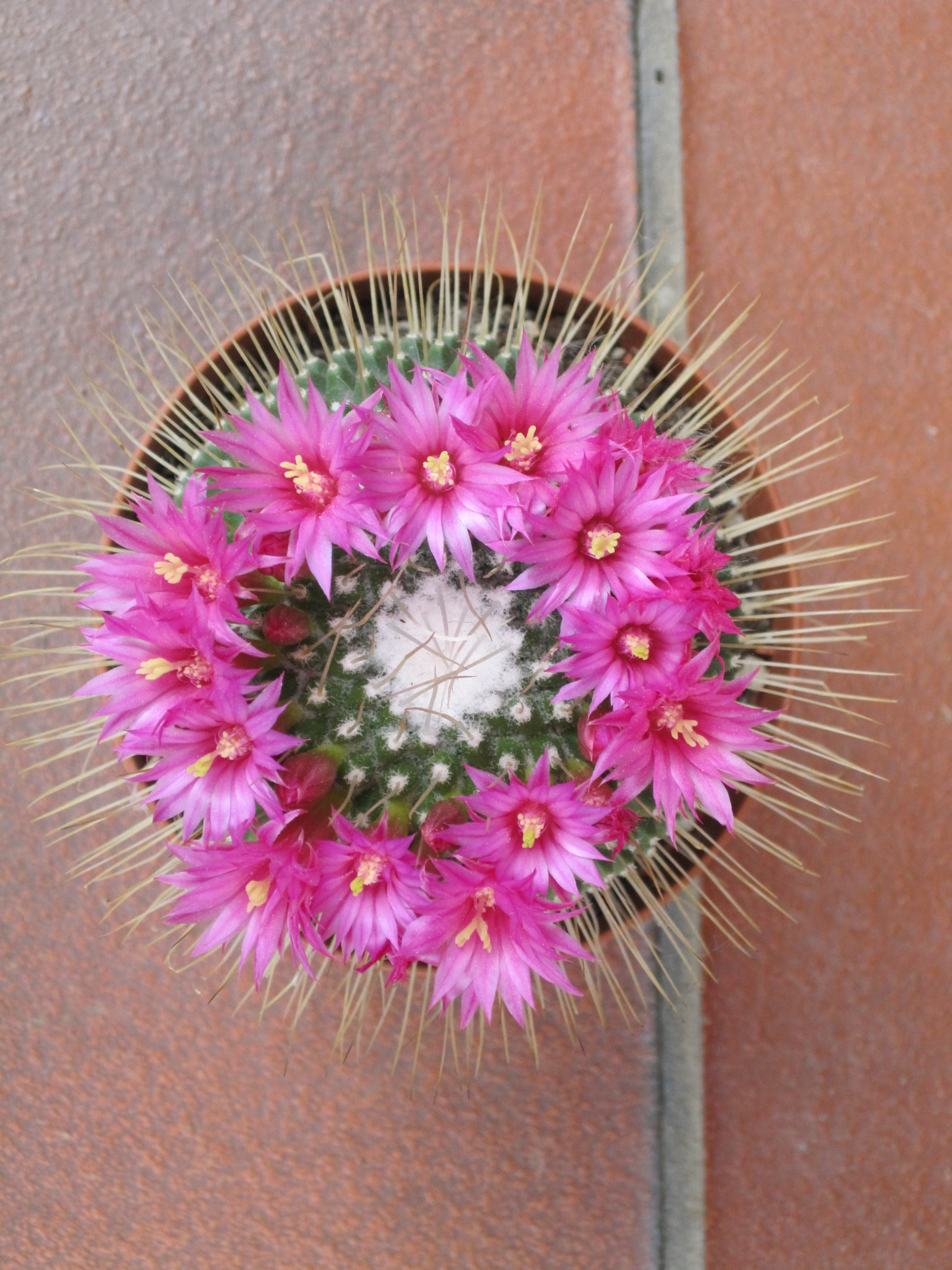
Mammillaria spinosissima cv.un pico

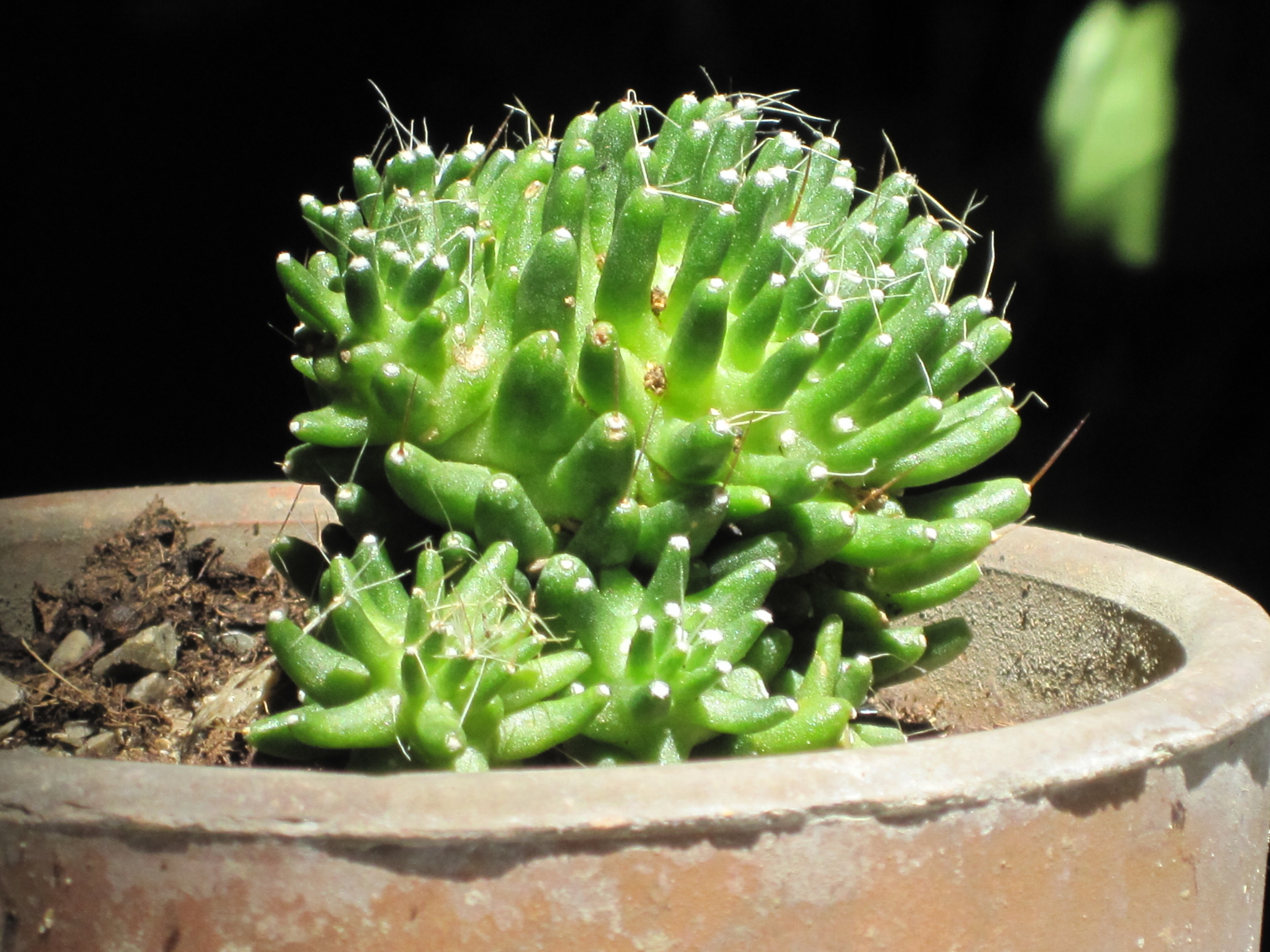
Mammillaria painteri

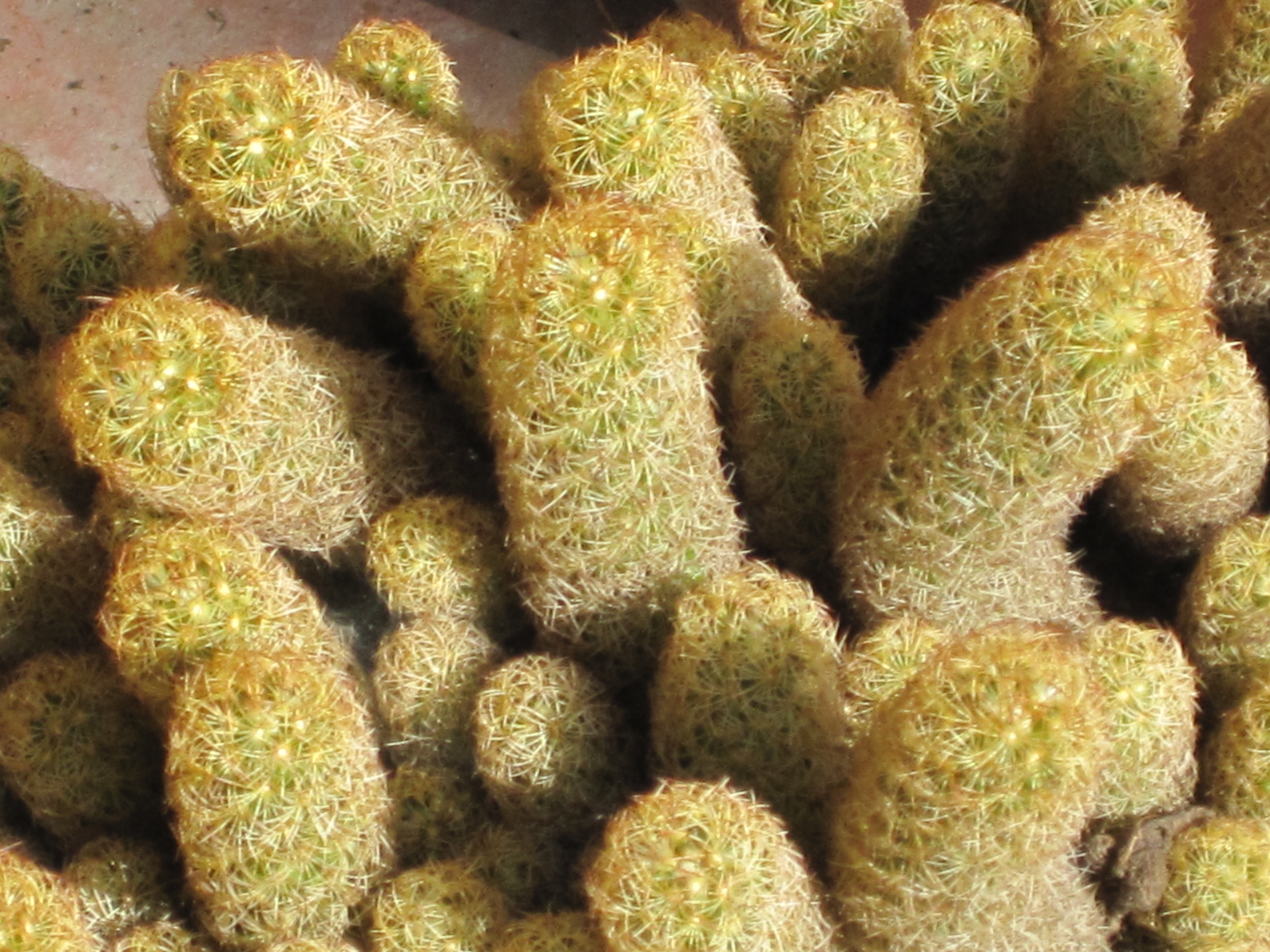
Mammillaria elongata

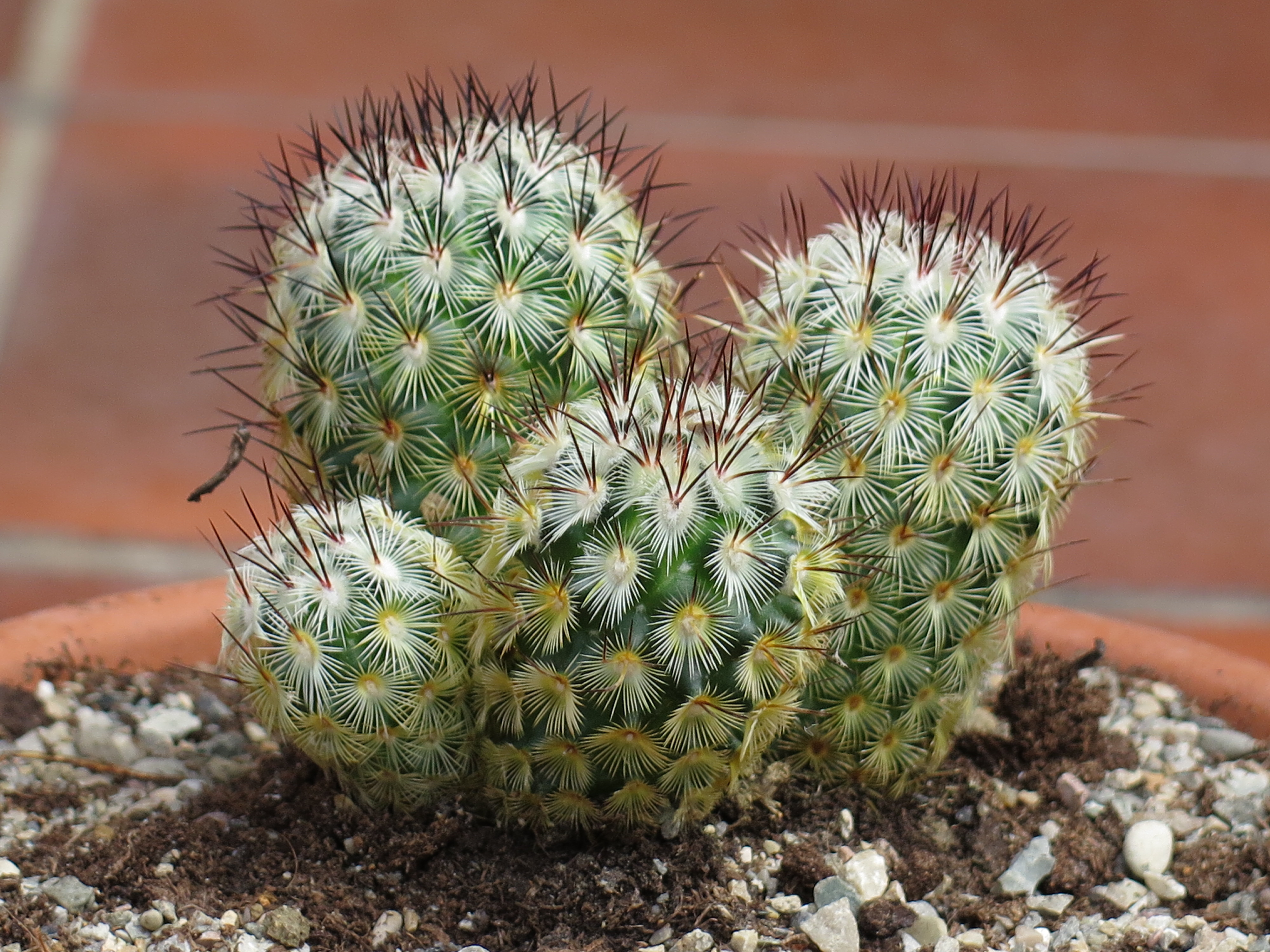
Mammillaria microhelia

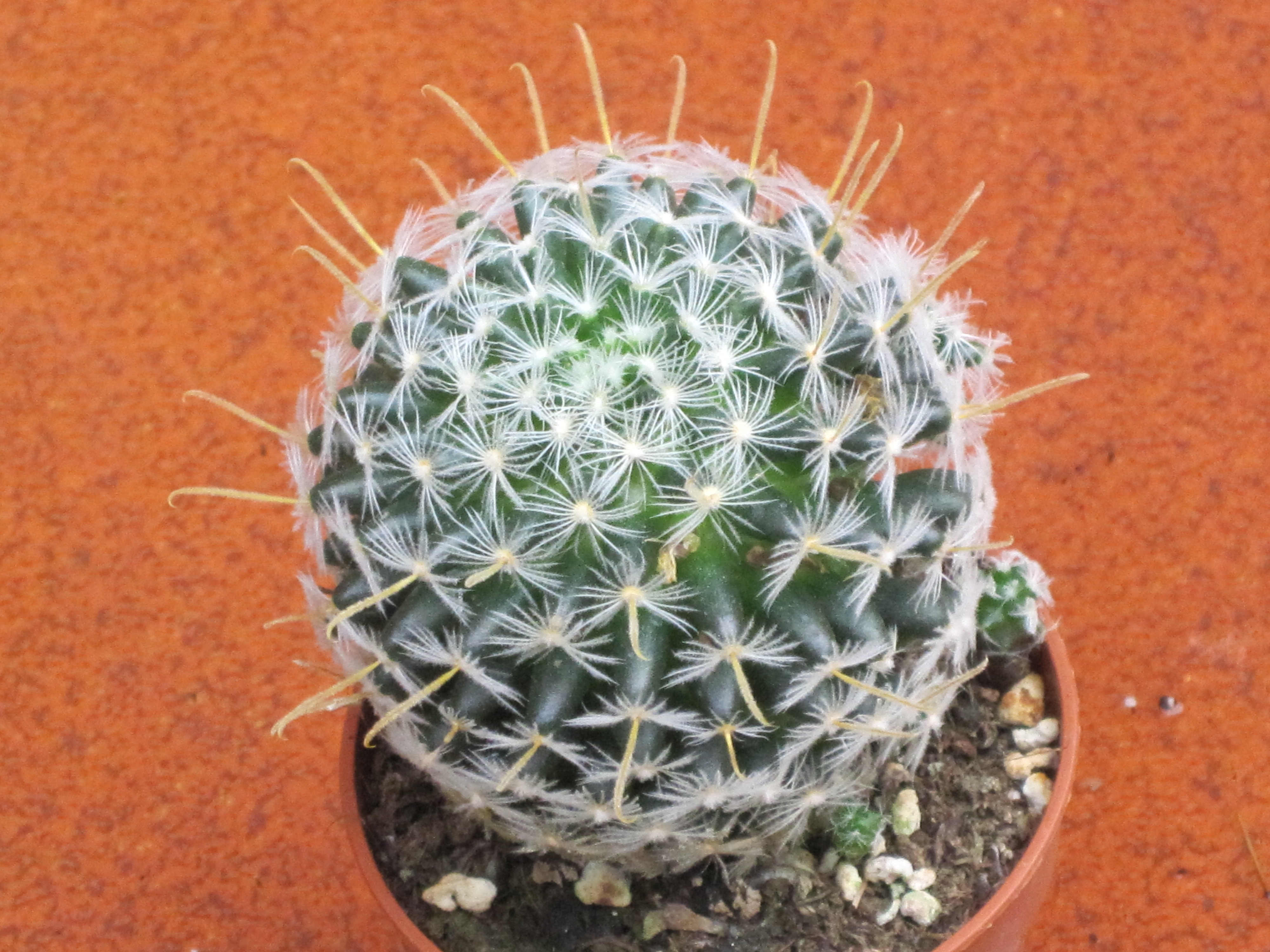
Mammillaria duwei

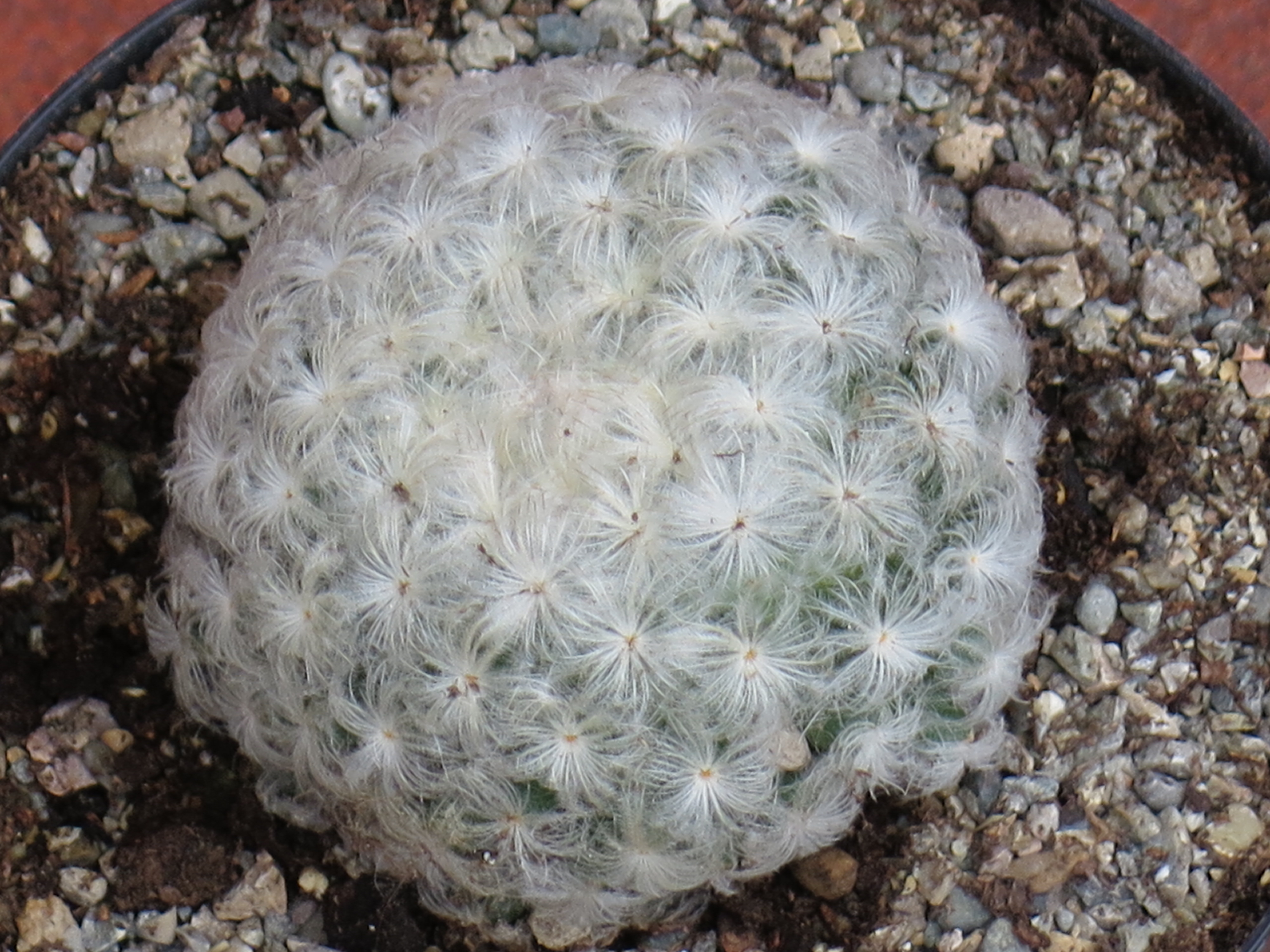
Mammillaria plumosa

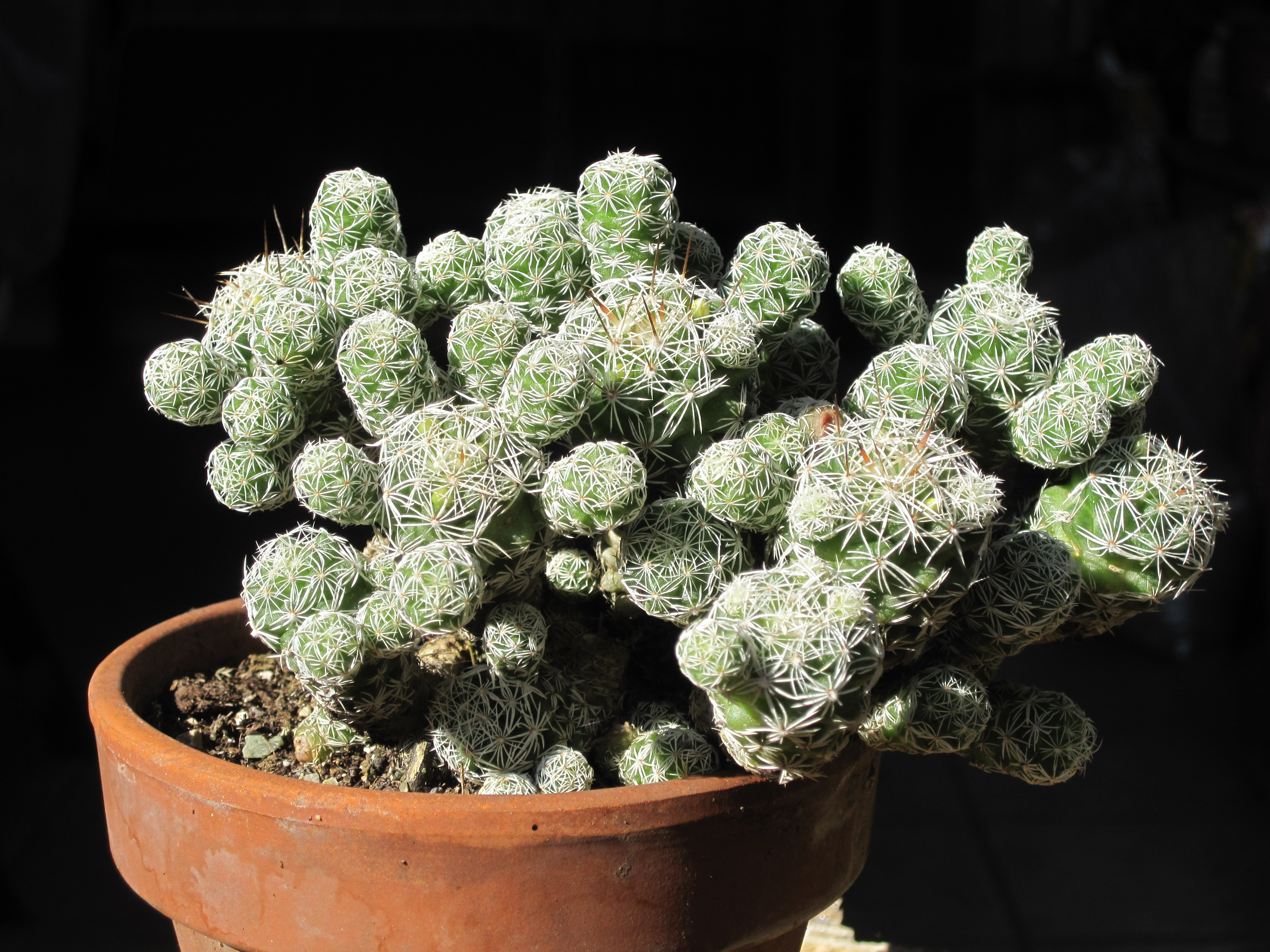
Mammillaria vetula sub. gracilis

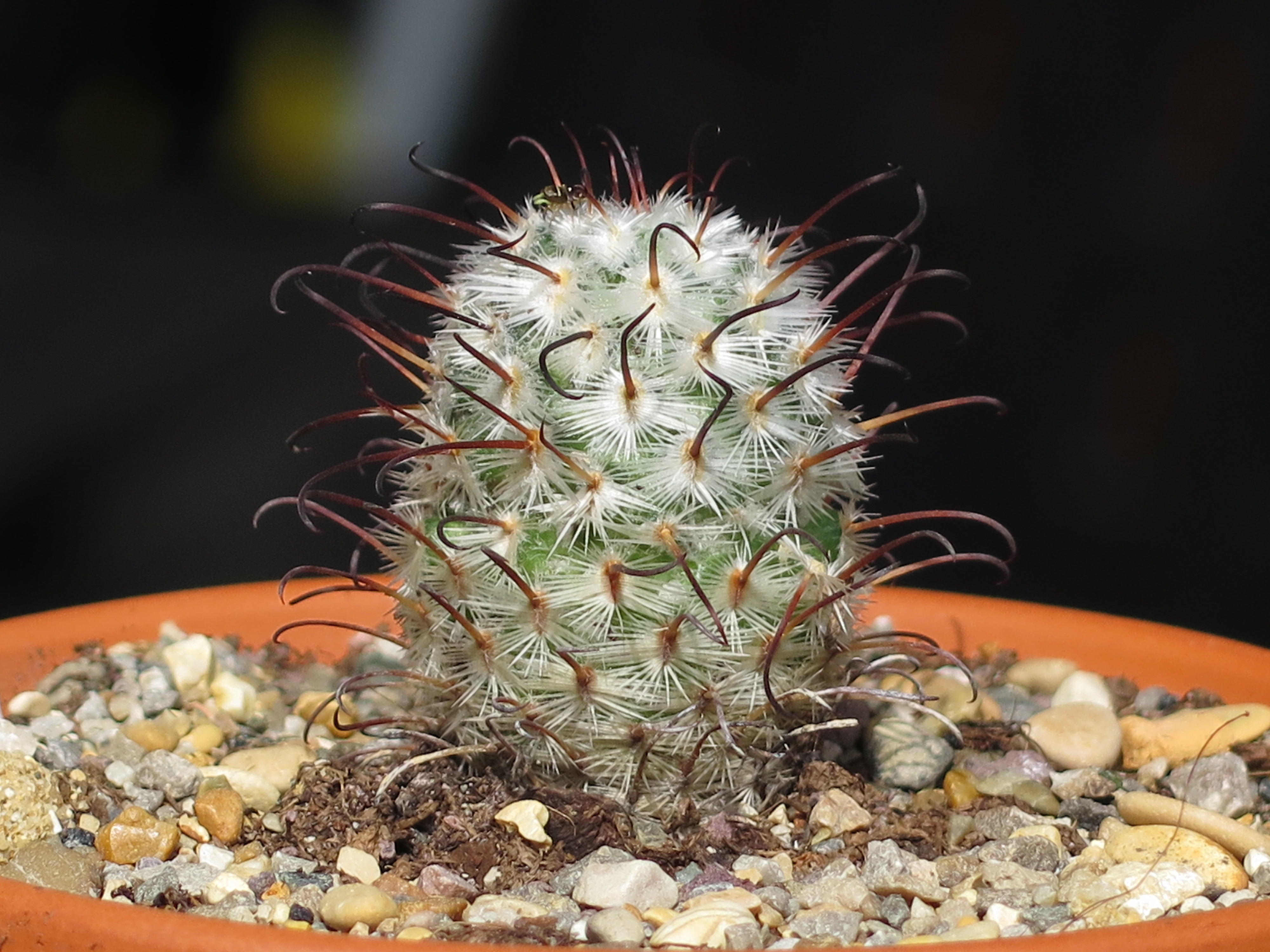
Mammillaria perezdelarosae

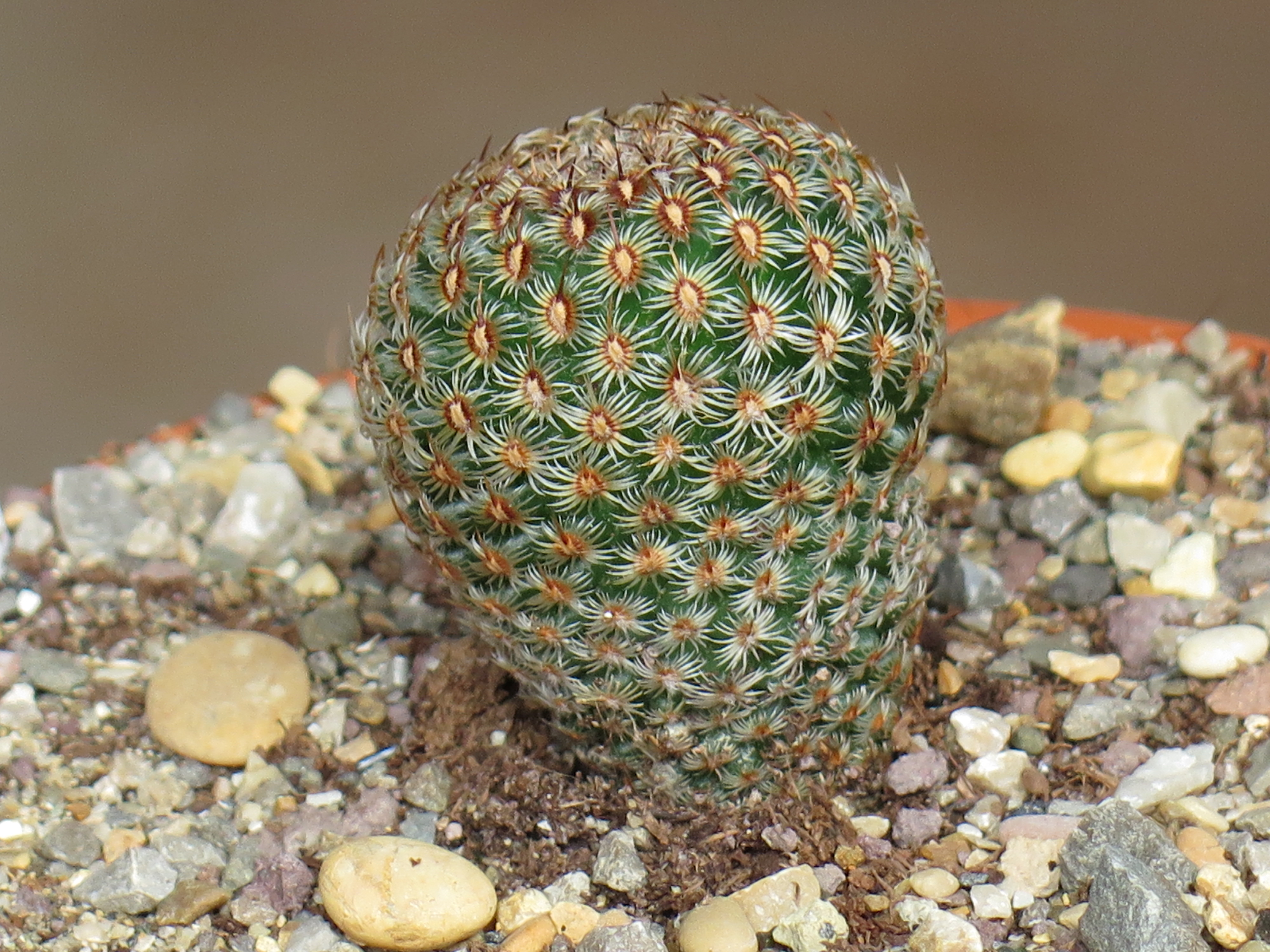
Mammillaria huitzilopochtu L066

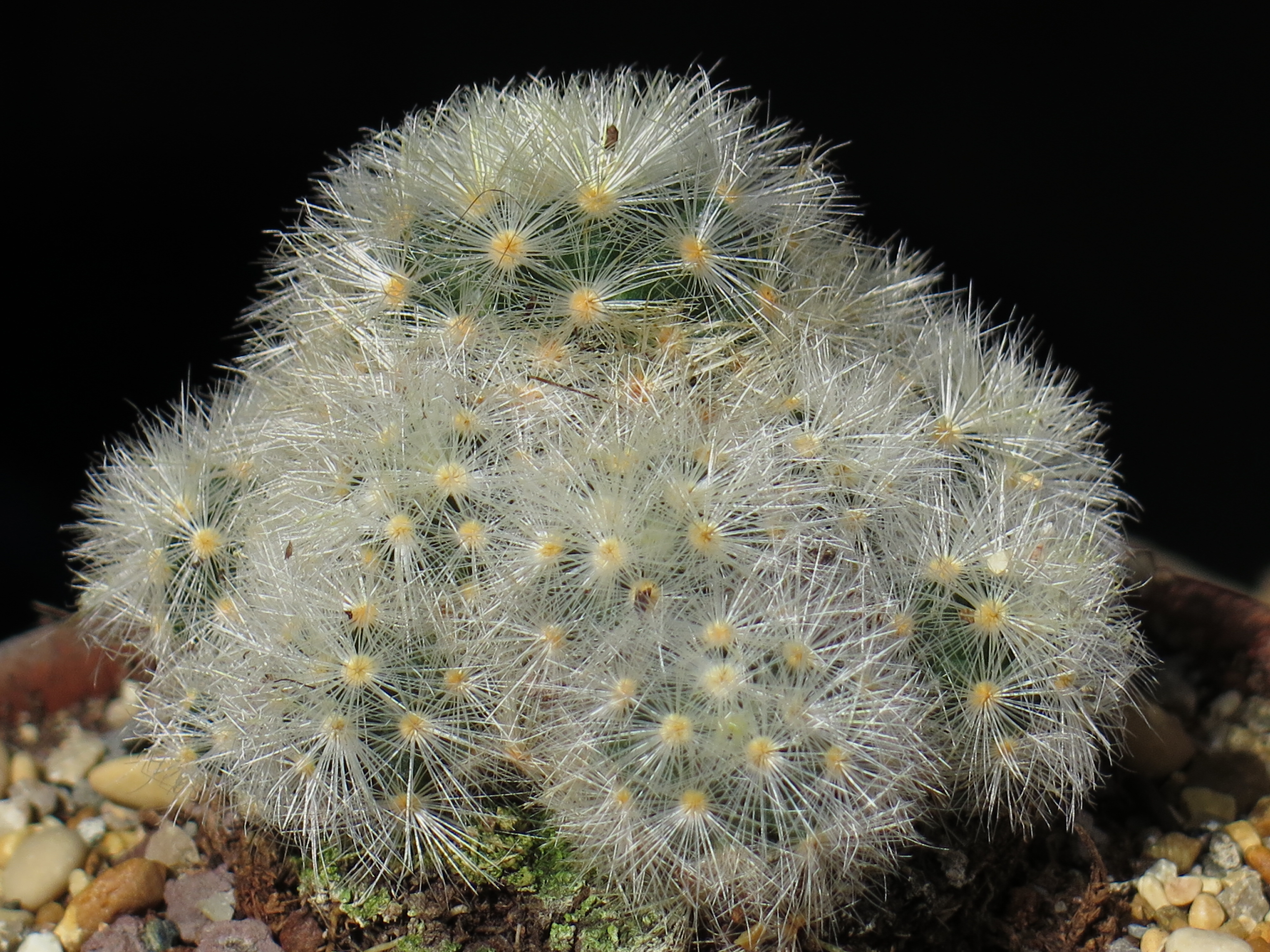
Mammillaria carmenae

## Taxonomia
- Mammillaria albicoma Boed.
- Mammillaria albiflora Backeb.
- Mammillaria albilanata Backeb.
- Mammillaria angelensis R.T.Craig
- Mammillaria anniana Glass & R.C. Foster
- Mammillaria aurihamata Boed.
- Mammillaria backebergiana F.G.Buchenau
- Mammillaria barbata Engelm.
- Mammillaria baumii Boed.
- Mammillaria berkiana A.B.Lau
- Mammillaria blossfeldiana Guillaumin
- Mammillaria bocasana Poselg.
  - Mammillaria bocasana 'multilanata'
  - Mammillaria bocasana subsp. eschauzieri (J.M.Coult.) W.A.Fitz Maur. & B.Fitz Maur.
- Mammillaria bombycina Quehl - pilota de seda
- Mammillaria boolii G.E.Linds.
- Mammillaria brachytrichion Lüthy
- Mammillaria candida Scheidw.
- Mammillaria carmenae Castañeda
- Mammillaria carnea Zucc. ex Pfeiff.
- Mammillaria celsiana Lem.
- Mammillaria centricirrha Lem.
- Mammillaria columbiana Salm-Dyck
- Mammillaria compressa DC.
- Mammillaria crinita DC. - cactus-pilota rosa
- Mammillaria crocidata Lem.
- Mammillaria crucigera Mart.
- Mammillaria dawsonii (Houghton) R.T.Craig
- Mammillaria decipiens Scheidw.
- Mammillaria dioica K.Brandegee - cactus morat
- Mammillaria discolor Haw.
- Mammillaria dixanthocentron Backeb.
- Mammillaria duwei Rogoz. & Appenz.
- Mammillaria elongata DC. - cactus dits de fada
- Mammillaria fraileana (Britton i Rose) Boed.
- Mammillaria gasseriana Boed.
- Mammillaria geminispina Haw.
- Mammillaria gigantea Hildm. ex K.Schum.
- Mammillaria glassii R.A.Foster
- Mammillaria glochidiata Mart. - (espècie extinta en el seu hàbitat natural)
- Mammillaria goodridgei Scheer
  - Mammillaria goodridgei var. goodridgei Scheer
  - Mammillaria goodridgei var. rectispina Dawson
- Mammillaria grahamii Engelm.
  - Mammillaria grahamii var. oliviae (Orcutt) L.D.Benson - Pitahayita
- Mammillaria grusonii Runge
- Mammillaria guelzowiana Werderm.
- Mammillaria guerreronis (Bravo) Boed.
- Mammillaria guillauminiana Backeb. - (espècie extinta en el seu hàbitat natural)
- Mammillaria haageana Pfeiff.
- Mammillaria hahniana Werderm. - cactus "Old Lady"
- Mammillaria hernandezii Glass & R.C.Foster
- Mammillaria herrerae Werderm.
- Mammillaria heyderi Muehlenpf.
- Mammillaria huitzilopochtli D.R.Hunt
- Mammillaria humboldtii Ehrenb.
- Mammillaria johnstonii (Britton & Rose) Orcutt
- Mammillaria karwinskiana Mart.
- Mammillaria klissingiana Boed.
- Mammillaria kraehenbuehlii (Krainz) Krainz
- Mammillaria krameri Muehlenpf.
- Mammillaria lasiacantha Engelm. - cactus pilota de golf
- Mammillaria laui D.R.Hunt
- Mammillaria lenta K.Brandegee
- Mammillaria longiflora (Britton & Rose) A.Berger
- * Mammillaria longimamma DC. - cactus dels ditets
  - Mammillaria longimamma var. sphaerica (A.Dietr.) L.D.Benson
- Mammillaria luethyi G.S.Hinton
- Mammillaria magnifica F.G.Buchenau
- Mammillaria mainiae K.Brandegee
- Mammillaria magnimamma Haw.
- Mammillaria mammillaris (L.) H.Karst.
- Mammillaria marcosii W.A.Fitz Maur., B.Fitz Maur. & Glass
- Mammillaria marksiana Krainz - cap de l'avi
- Mammillaria mathildae Kraehenb. & Krainz
- Mammillaria matudae Bravo
- Mammillaria melaleuca Karw. ex Salm-Dyck
- Mammillaria melanocentra Poselger
- Mammillaria mercadensis Patoni
- Mammillaria microhelia Werderm.
- Mammillaria microthele Lem.
- Mammillaria muehlenpfordtii Foerster
- Mammillaria multidigitata W.T.Marshall ex Linds.
- Mammillaria mystax Mart.
- Mammillaria neopalmeri R.T.Craig
- Mammillaria nivosa Link ex Pfeiff. - cactus llanut
- Mammillaria nunezii (Britton & Rose) Orcutt
- Mammillaria obconella Scheidw.
- Mammillaria painteri Rose
- Mammillaria parkinsonii Ehrenb. - ulls de mussol
- Mammillaria pectinifera F.A.C.Weber - cactus-petxina
- Mammillaria pennispinosa Krainz
- Mammillaria perbella Hildm. ex K.Schum.
- Mammillaria perezdelarosae Bravo & Scheinvar
- Mammillaria petrophila K.Brandegee
- Mammillaria petterssonii Hildm.
- Mammillaria plumosa F.A.C.Weber
- Mammillaria polythele Mart.
- Mammillaria pondii Greene
- Mammillaria poselgeri Hildm.
- Mammillaria pottsii Scheer ex Salm-Dyck - cues de rata
- Mammillaria prolifera (Mill.) Haw.
- Mammillaria rekoi Vaupel
- Mammillaria rettigiana Boed.
- Mammillaria rhodantha Link & Otto - cactus multicolor
- Mammillaria saboae Glass
- Mammillaria sanchez-mejoradae Rodr.González
- Mammillaria sartorii J.A.Purpus
- Mammillaria schiedeana Ehrenb. ex Schltdl.
- Mammillaria schumannii Hildm.
- Mammillaria schwarzii Shurly
- Mammillaria sempervini Regel & Klein
- Mammillaria sheldonii (Britton & Rose) Boed.
- Mammillaria sonorensis R.T.Craig
- Mammillaria sphaerica A.Dietr.
- Mammillaria spinosissima Lem. - mamella de monja
  - Mammillaria spinosissima subsp. pilcayensis (Bravo) D.R.Hunt
- Mammillaria standleyi (Britton & Rose) Orcutt
- Mammillaria stella-de-tacubaya Heese
- Mammillaria supertexta Mart. ex Pfeiff.
- Mammillaria surculosa Boed.
- Mammillaria tetrancistra Engelm.
- Mammillaria theresae Cutak
- Mammillaria thornberi Orcutt
- Mammillaria uncinata Zucc. ex Pfeiff.
- Mammillaria vetula Mart.
- Mammillaria viridiflora (Britton & Rose) Boed.
- Mammillaria voburnensis Scheer
- Mammillaria weingartiana Boed.
- Mammillaria wiesingeri Boed.
- Mammillaria winterae Boed.
- Mammillaria wrightii Engelm. - cactus-pilota marró
  - Mammillaria wrightii subsp. wilcoxii (Toumey ex K.Schum.) W.T.Marshall
- Mammillaria zeilmanniana Boed.